# Crispinus und Crispinianus

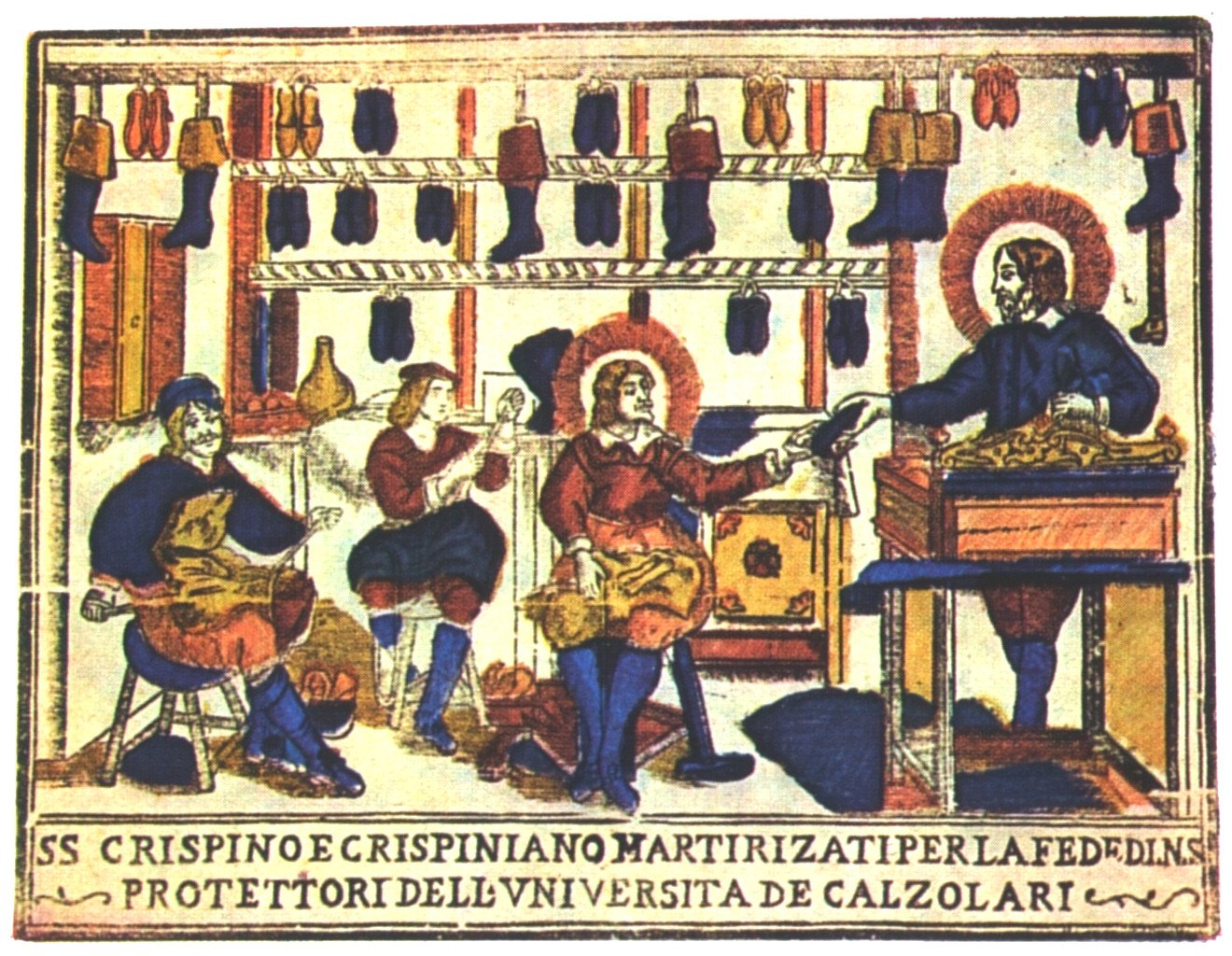
Crispinus und Crispinianus (Votivbild aus dem 18. Jahrhundert)

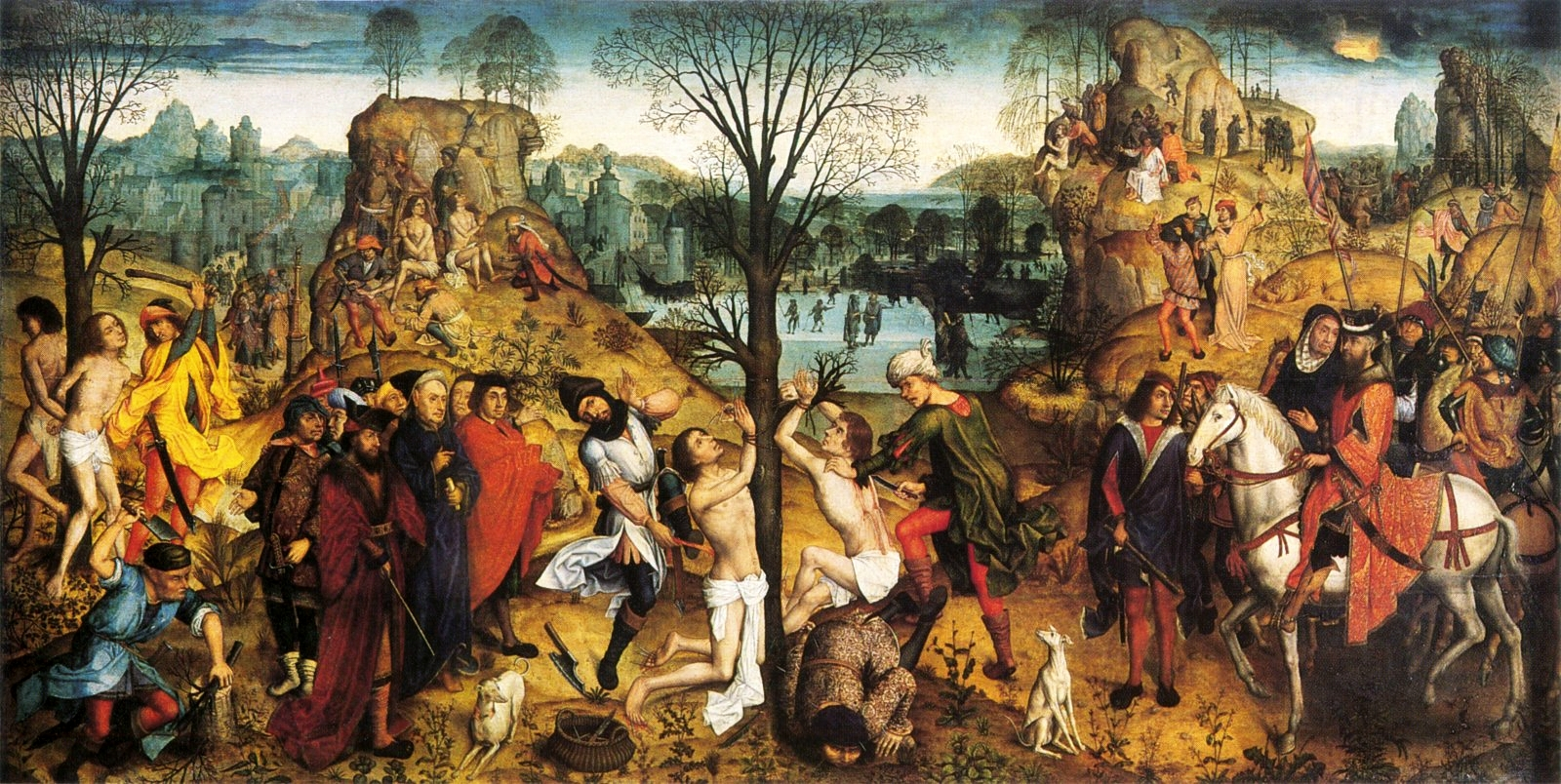
Martyrium der Hl. Crispinus und Crispinianus, Gemälde von Aert van den Bossche (1494)

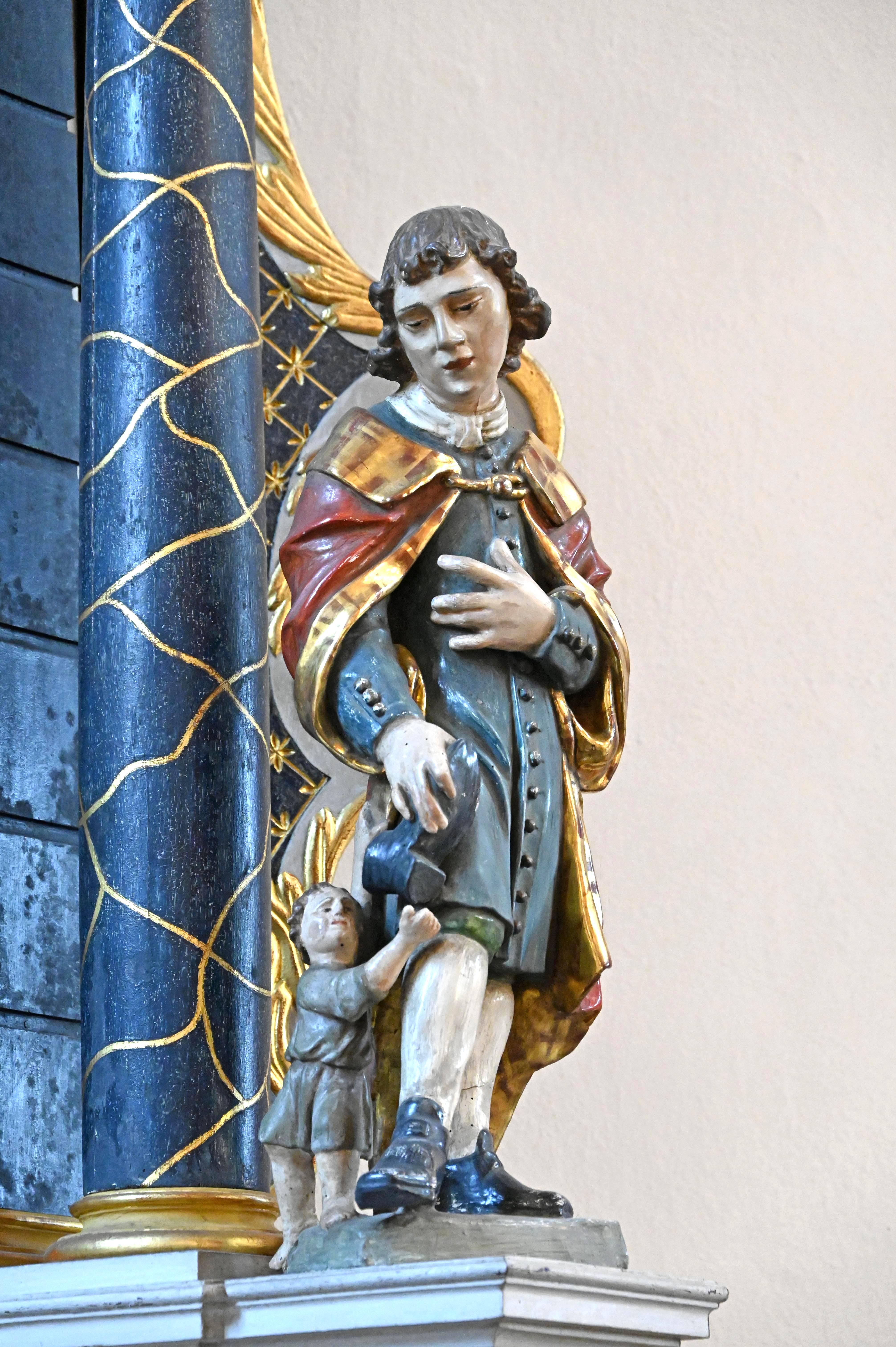
Sankt-Salvator-Basilika (Prüm), Marienaltar (18. Jh.) mit den heiligen Crispinus und Crispinianus

Crispinus und Crispinianus (französisch Saint Crépin et Saint Crépinien, * in Rom; † um 287 in Augusta Suessionum, heute Soissons) waren Brüder und christliche Märtyrer.

## Legende
Laut ihrer Heiligenlegende kamen die beiden Söhne einer reichen, angesehenen römischen Familie, Crispin(us) und sein Bruder Crispinianus, nach Augusta Suessionum (heute Soissons; damals in Gallia Belgica), um dort den christlichen Glauben zu verbreiten. Sie arbeiteten als Schuhmacher, wodurch sie genug verdienten, um sich selbst zu versorgen und gleichzeitig für die Armen zu spenden. Kaiser Diokletians Verfolgung der Christen wurde aber auch hier umgesetzt, im Machtbereich seines Mitkaisers Maximian. Die beiden Brüder wurden zu Maximian gebracht, der mittels Versprechungen und Drohungen versuchte, sie von ihrem Glauben abzubringen, was ihm jedoch nicht gelang. Deshalb lieferte er sie dem Präfekten Rictiovarus aus, der als besonders grausamer Christenverfolger bekannt war. Er ließ ihnen Ahlen unter die Fingernägel stecken, sie mit flüssigem Blei übergießen, sie ins Feuer und in eiskaltes Wasser werfen. Da es nicht gelang, sie mit einem Mühlstein beschwert zu ertränken, wurden sie enthauptet.

## Verehrung
Der Gedenktag der beiden Märtyrer ist der 25. Oktober. Ihre Gebeine wurden nach Soissons übertragen, einige Reliquien gelangten im 9. Jahrhundert in den Dom von Osnabrück; daher sind sie die Patrone dieser beiden Städte. König Sigibert I. übertrug im Jahr 570 einige der Reliquien aus Soissons nach Lisdorf bei Saarlouis, wo sie in den Altartisch der Pfarrkirche zu den Heiligen Crispinus und Crispinianus eingemauert wurden. Wegen ihrer durch die Legende überlieferten Tätigkeit sind Crispinus und Crispinianus die Schutzpatrone der Schuhmacher, Sattler und Gerber. Als Attribute tragen sie Schwert, Palme und Mühlstein als Märtyrer und Schuh, Schustermesser, Ahle oder Zange als Kennzeichen ihres Berufes. Armreliquiare der beiden Heiligen befinden sich im Osnabrücker Domschatz (Anfang 12. Jh.).

## In der Literatur
Die Schlacht von Azincourt fand am Crispinstag (25. Oktober) 1415 statt. Die Rede, mit der in William Shakespeares Historiendrama Heinrich V. der Titelheld seine Anhänger am Morgen der Schlacht anfeuert, wird daher als St.-Crispins-Tag-Rede bezeichnet und hat die Erinnerung an diesen Gedenktag insbesondere im englischen Sprachraum lebendig gehalten.